# Leichtathletik-Südamerikameisterschaften 1975
Die XXVIII. Leichtathletik-Südamerikameisterschaften fand vom 26. bis zum 31. August 1975 in Rio de Janeiro statt, rund sechs Wochen vor den Panamerikanischen Spielen in Mexiko-Stadt. 
Erfolgreichster Teilnehmer war der brasilianische Sprinter Rui da Silva mit drei Goldmedaillen. Seine Landsfrau Silvina Pereira gewann ebenfalls dreimal Gold sowie eine weitere Silbermedaille. Brasilien gewann 1975 beide Mannschaftswertungen, so wie bei allen Südamerikameisterschaften nach 1975. (Stand 2009)

## Männerwettbewerbe
Die Mannschaftswertung gewann bei den Männern die brasilianische Mannschaft mit 254 Punkten vor dem Team Kolumbiens mit 156,5 Punkten und vor den Argentiniern mit 138 Punkten. Hinter den Chilenen mit 70 Punkten erreichten die Uruguayer 24 Punkte vor Peru mit 7,5 Punkten und Ecuador mit 7 Punkten.

### 100-Meter-Lauf Männer
| Platz | Athlet            | Land | Zeit   |
| ----- | ----------------- | ---- | ------ |
| 1     | Rui da Silva      | BRA  | 10,5 s |
| 2     | Nelson dos Santos | BRA  | 10,7 s |
| 3     | Gustavo Dubarbier | ARG  | 10,7 s |

Finale: 27. August

### 200-Meter-Lauf Männer
| Platz | Athlet            | Land | Zeit   |
| ----- | ----------------- | ---- | ------ |
| 1     | Rui da Silva      | BRA  | 20,9 s |
| 2     | Jorge Mathias     | BRA  | 21,5 s |
| 3     | Gustavo Dubarbier | ARG  | 21,5 s |

Finale: 29. August

### 400-Meter-Lauf Männer
| Platz | Athlet         | Land | Zeit   |
| ----- | -------------- | ---- | ------ |
| 1     | Delmo da Silva | BRA  | 47,0 s |
| 2     | Jesús Villegas | COL  | 48,0 s |
| 3     | Pedro Teixeira | BRA  | 48,4 s |

Finale: 27. August

### 800-Meter-Lauf Männer
| Platz | Athlet            | Land | Zeit       |
| ----- | ----------------- | ---- | ---------- |
| 1     | Carlos Villar     | ARG  | 1:50,6 min |
| 2     | Darcy Pereira     | BRA  | 1:51,4 min |
| 3     | Agberto Guimarães | BRA  | 1:51,8 min |

Finale: 28. August

### 1500-Meter-Lauf Männer
| Platz | Athlet              | Land | Zeit       |
| ----- | ------------------- | ---- | ---------- |
| 1     | Jesús Barrero       | COL  | 3:50,2 min |
| 2     | Abel Córdoba        | ARG  | 3:50,9 min |
| 3     | Cosme do Nascimento | BRA  | 3:52,4 min |

Finale: 29. August

### 5000-Meter-Lauf Männer
| Platz | Athlet            | Land | Zeit        |
| ----- | ----------------- | ---- | ----------- |
| 1     | Domingo Tibaduiza | COL  | 14:01,2 min |
| 2     | Víctor Mora       | COL  | 14:02,2 min |
| 3     | Edmundo Warnke    | CHI  | 14:05,6 min |

Finale: 28. August

### 10.000-Meter-Lauf Männer
| Platz | Athlet            | Land | Zeit        |
| ----- | ----------------- | ---- | ----------- |
| 1     | Víctor Mora       | COL  | 28:45,8 min |
| 2     | Domingo Tibaduiza | COL  | 28:45,8 min |
| 3     | Edmundo Warnke    | CHI  | 28:46,2 min |

Finale: 26. August

### Marathon Männer
| Platz | Athlet           | Land | Zeit        |
| ----- | ---------------- | ---- | ----------- |
| 1     | Héctor Rodríguez | COL  | 2:12:08,2 h |
| 2     | Brígido Ferreira | BRA  | 2:21:55,4 h |
| 3     | César Pastrano   | ECU  | 2:28:55,0 h |

Finale: 30. August
Die gelaufene Distanz wird als zweifelhaft eingestuft.

### 110-Meter-Hürdenlauf Männer
| Platz | Athlet          | Land | Zeit   |
| ----- | --------------- | ---- | ------ |
| 1     | Márcio Lomónaco | BRA  | 14,2 s |
| 2     | Jesús Villegas  | COL  | 14,4 s |
| 3     | Alfredo Guzman  | CHI  | 14,8 s |

Finale: 31. August

### 400-Meter-Hürdenlauf Männer
| Platz | Athlet          | Land | Zeit   |
| ----- | --------------- | ---- | ------ |
| 1     | Jesús Villegas  | COL  | 50,8 s |
| 2     | Fabio Zúñiga    | COL  | 51,2 s |
| 3     | Aroldo da Silva | BRA  | 51,7 s |

Finale: 29. August

### 3000-Meter-Hindernislauf Männer
| Platz | Athlet              | Land | Zeit       |
| ----- | ------------------- | ---- | ---------- |
| 1     | José Romão da Silva | BRA  | 8:46,0 min |
| 2     | Víctor Mora         | COL  | 8:53,8 min |
| 3     | Jesús Barrero       | COL  | 9:00,4 min |

Finale: 31. August

### 4-mal-100-Meter-Staffel Männer
| Platz | Athleten                                                   | Land | Zeit   |
| ----- | ---------------------------------------------------------- | ---- | ------ |
| 1     | Ronaldo Lobato Nelson dos Santos Oliveira Rui da Silva     | BRA  | 40,3 s |
| 2     | Benjamin Herrera Jasús Villegas Fabio Zúñiga Julio Escobar | COL  | 40,7 s |
| 3     | Carlos Martínez Carlos Bertotti Raúl Ham Gustavo Dubarbier | ARG  | 41,1 s |

Finale: 31. August

### 4-mal-400-Meter-Staffel Männer
| Platz | Athleten                                                     | Land | Zeit       |
| ----- | ------------------------------------------------------------ | ---- | ---------- |
| 1     | G. P. da Silva Aroldo da Silva Pedro Teixeira Delmo da Silva | BRA  | 3:09,2 min |
| 2     | Gustavo Dubarbier Ruben Buscalia Hugo Tanino Carlos Bertotti | ARG  | 3:14,6 min |
| 3     | Alfredo Guzman Santiago Gordon Francisco Pichott Silva       | CHI  | 3:22,1 min |

Finale: 31. August

### 20-Kilometer-Gehen
| Platz | Athlet           | Land | Zeit        |
| ----- | ---------------- | ---- | ----------- |
| 1     | Ernesto Alfaro   | COL  | 1:39:12,0 h |
| 2     | Rafael Vega      | COL  | 1:39:52,0 h |
| 3     | Adalberto Scorza | ARG  | 1:42:14,8 h |

Finale: 31. August

### Hochsprung Männer
| Platz | Athlet             | Land | Höhe   |
| ----- | ------------------ | ---- | ------ |
| 1     | Benedito Francisco | BRA  | 2,10 m |
| 2     | Luis Barrionuevo   | ARG  | 2,03 m |
|       | Daniel Mamet       | ARG  | 2,03 m |

Finale: 31. August

### Stabhochsprung Männer
| Platz | Athlet            | Land | Höhe   |
| ----- | ----------------- | ---- | ------ |
| 1     | Renato Bortolocci | BRA  | 4,50 m |
| 2     | Ciro Valdez       | COL  | 4,50 m |
| 3     | Fernando Ruocco   | URU  | 4,00 m |

Finale: 30. August

### Weitsprung Männer
| Platz | Athlet                  | Land | Weite  |
| ----- | ----------------------- | ---- | ------ |
| 1     | João Carlos de Oliveira | BRA  | 7,66 m |
| 2     | Emilio Mazzeo           | ARG  | 7,39 m |
| 3     | Ronaldo Lobato          | BRA  | 7,33 m |

Finale: 27. August

### Dreisprung Männer
| Platz | Athlet                  | Land | Weite   |
| ----- | ----------------------- | ---- | ------- |
| 1     | João Carlos de Oliveira | BRA  | 16,48 m |
| 2     | Nelson Prudêncio        | BRA  | 16,45 m |
| 3     | Francisco Pichott       | CHI  | 15,07 m |

Finale: 26. August

### Kugelstoßen Männer
| Platz | Athlet          | Land | Weite   |
| ----- | --------------- | ---- | ------- |
| 1     | Juan Turri      | ARG  | 18,21 m |
| 2     | José Jacques    | BRA  | 16,53 m |
| 3     | José Carbolante | BRA  | 16,39 m |

Finale: 26. August

### Diskuswurf Männer
| Platz | Athlet        | Land | Weite   |
| ----- | ------------- | ---- | ------- |
| 1     | Sergio Thomé  | BRA  | 50,84 m |
| 2     | José Jacques  | BRA  | 49,64 m |
| 3     | Mario Peretti | ARG  | 47,82 m |

Finale: 27. August

### Hammerwurf Männer
| Platz | Athlet          | Land | Weite   |
| ----- | --------------- | ---- | ------- |
| 1     | Darwin Piñeyrúa | URU  | 61,20 m |
| 2     | José Vallejo    | ARG  | 61,10 m |
| 3     | Celso de Moraes | BRA  | 60,84 m |

Finale: 30. August

### Speerwurf Männer
| Platz | Athlet          | Land | Weite   |
| ----- | --------------- | ---- | ------- |
| 1     | Jorge Peña      | CHI  | 71,74 m |
| 2     | Mario Sotomayor | COL  | 71,16 m |
| 3     | Paulo de Faría  | BRA  | 69,40 m |

Finale: 31. August

### Zehnkampf Männer
| Platz | Athlet            | Land | Punkte |
| ----- | ----------------- | ---- | ------ |
| 1     | Tito Steiner      | ARG  | 7615   |
| 2     | Geraldo Rodrigues | BRA  | 6939   |
| 3     | Alfredo Silva     | CHI  | 6794   |

28. und 29. August

## Frauenwettbewerbe
Die Mannschaftswertung bei den Frauen gewannen die Brasilianerinnen mit 197 Punkten vor den Argentinierinnen mit 111,5 Punkten sowie Mannschaft Chiles mit 33,5 Punkten. Hinter den Uruguayerinnen mit 32 Punkten erhielten Peru 27 Punkte, Kolumbien 10 Punkte und Ecuador 2 Punkte.

### 100-Meter-Lauf Frauen
| Platz | Athletin        | Land | Zeit   |
| ----- | --------------- | ---- | ------ |
| 1     | Silvina Pereira | BRA  | 11,7 s |
| 2     | Carmela Bolivar | PER  | 11,9 s |
| 3     | Beatriz Allocco | ARG  | 11,9 s |

Finale: 29. August

### 200-Meter-Lauf Frauen
| Platz | Athletin        | Land | Zeit   |
| ----- | --------------- | ---- | ------ |
| 1     | Silvina Pereira | BRA  | 23,4 s |
| 2     | Beatriz Allocco | ARG  | 24,2 s |
| 3     | Margarita Grün  | URU  | 24,9 s |

Finale: 27. August

### 400-Meter-Lauf Frauen
| Platz | Athletin        | Land | Zeit   |
| ----- | --------------- | ---- | ------ |
| 1     | Alejandra Ramos | CHI  | 55,7 s |
| 2     | Valdea Chagas   | BRA  | 55,9 s |
| 3     | Miriam da Silva | BRA  | 56,0 s |

Finale: 29. August

### 800-Meter-Lauf Frauen
| Platz | Athletin            | Land | Zeit       |
| ----- | ------------------- | ---- | ---------- |
| 1     | Ana María Nielsen   | ARG  | 2:10,7 min |
| 2     | Rosângela Verissimo | BRA  | 2:10,8 min |
| 3     | Alejandra Ramos     | CHI  | 2:12,1 min |

Finale: 31. August

### 1500-Meter-Lauf Frauen
| Platz | Athletin          | Land | Zeit       |
| ----- | ----------------- | ---- | ---------- |
| 1     | Ana María Nielsen | ARG  | 4:27,0 min |
| 2     | Iris Fernández    | ARG  | 4:31,9 min |
| 3     | Mara Fuhrmann     | BRA  | 4:34,7 min |

Finale: 28. August

### 100-Meter-Hürdenlauf Frauen
| Platz | Athletin            | Land | Zeit   |
| ----- | ------------------- | ---- | ------ |
| 1     | Maria Luisa Betioli | BRA  | 14,3 s |
| 2     | Emilia Dyrzka       | ARG  | 14,6 s |
| 3     | Viviane Nouailhetas | BRA  | 14,7 s |

Finale: 27. August

### 4-mal-100-Meter-Staffel Frauen
| Platz | Athletinnen                                                        | Land | Zeit   |
| ----- | ------------------------------------------------------------------ | ---- | ------ |
| 1     | Belkis Fava Angela Godoy Liliana Cragno Beatriz Allocco            | ARG  | 45,9 s |
| 2     | Pacifico Maria Amorin Elisabeth Nunes Silvina Pereira              | BRA  | 45,9 s |
| 3     | Adriana Caruggi Beatriz Pacheco Carmela Bolivar Simone Krauthausen | PER  | 48,5 s |

Finale: 31. August

### 4-mal-400-Meter-Staffel Frauen
| Platz | Athletinnen                                                      | Land | Zeit       |
| ----- | ---------------------------------------------------------------- | ---- | ---------- |
| 1     | Maria da Silva Rosângela Verissimo Valdea Chagas Miriam da Silva | BRA  | 3:43,8 min |
| 2     | Angela Godoy Rita Maria Femia Adriana Britos Graciela Ghelfi     | ARG  | 3:52,6 min |
| 3     | Alicia Vicent Laura Oyhantcabal Josefa Vicent Margarita Grün     | URU  | 3:56,4 min |

Finale: 27. August

### Hochsprung Frauen
| Platz | Athletin            | Land | Höhe   |
| ----- | ------------------- | ---- | ------ |
| 1     | Maria Luisa Betioli | BRA  | 1,75 m |
| 2     | Jurema da Silva     | BRA  | 1,68 m |
| 3     | Rosemarie Boeck     | PER  | 1,62 m |

Finale: 27. August

### Weitsprung Frauen
| Platz | Athletin           | Land | Weite  |
| ----- | ------------------ | ---- | ------ |
| 1     | Silvina Pereira    | BRA  | 6,11 m |
| 2     | Marlene Nascimento | BRA  | 5,84 m |
| 3     | Yvonne Neddermann  | ARG  | 5,77 m |

Finale: 29. August

### Kugelstoßen Frauen
| Platz | Athletin         | Land | Weite   |
| ----- | ---------------- | ---- | ------- |
| 1     | Maria Boso       | BRA  | 14,05 m |
| 2     | Rosa Molina      | CHI  | 13,52 m |
| 3     | Veronika Brunner | BRA  | 13,33 m |

Finale: 29. August

### Diskuswurf Frauen
| Platz | Athletin       | Land | Weite   |
| ----- | -------------- | ---- | ------- |
| 1     | Odete Domingos | BRA  | 50,78 m |
| 2     | Maria Boso     | BRA  | 45,18 m |
| 3     | Gladys Ortega  | ARG  | 42,24 m |

Finale: 26. August

### Speerwurf Frauen
| Platz | Athletin           | Land | Weite   |
| ----- | ------------------ | ---- | ------- |
| 1     | Mariela Zapata     | COL  | 43,72 m |
| 2     | Barbara dos Santos | BRA  | 41,10 m |
| 3     | María Rojas        | CHI  | 40,68 m |

Finale: 27. August

### Fünfkampf Frauen
| Platz | Athletin           | Land | Punkte |
| ----- | ------------------ | ---- | ------ |
| 1     | Conceição Geremias | BRA  | 3904   |
| 2     | Themis Zambrzycki  | BRA  | 3790   |
| 3     | Emilia Dyrzka      | ARG  | 3708   |

30. und 31. August

## Medaillenspiegel
| Medaillenspiegel Endstand nach 37 Entscheidungen | Medaillenspiegel Endstand nach 37 Entscheidungen | Medaillenspiegel Endstand nach 37 Entscheidungen | Medaillenspiegel Endstand nach 37 Entscheidungen | Medaillenspiegel Endstand nach 37 Entscheidungen | Medaillenspiegel Endstand nach 37 Entscheidungen |
| Platz                                            | Land                                             | Gold                                             | Silber                                           | Bronze                                           | Gesamt                                           |
| ------------------------------------------------ | ------------------------------------------------ | ------------------------------------------------ | ------------------------------------------------ | ------------------------------------------------ | ------------------------------------------------ |
| 1                                                | Brasilien                                        | 21                                               | 16                                               | 12                                               | 49                                               |
| 2                                                | Kolumbien                                        | 7                                                | 10                                               | 1                                                | 18                                               |
| 3                                                | Argentinien                                      | 6                                                | 9                                                | 10                                               | 25                                               |
| 4                                                | Chile                                            | 2                                                | 1                                                | 8                                                | 11                                               |
| 5                                                | Uruguay                                          | 1                                                | -                                                | 3                                                | 4                                                |
| 6                                                | Peru                                             | -                                                | 1                                                | 2                                                | 3                                                |
| 7                                                | Ecuador                                          | -                                                | -                                                | 1                                                | 1                                                |